# منتخب جليقية لكرة القدم
منتخب جليقية لكرة القدم هو فريق كرة القدم الرسمي لجليقية. يديره اتحاد كرة القدم الجليقية،  لم يدخل منتخب غاليسيا لكرة القدم في اتحاد الفيفا أو الويفا و لذلك يلعب البطولات الودية فقط.